# Жінки в Гаяні
Жінки в Гаяні — жінки Гаяни мають азійське, африканське та корінне походження. Британська колонізація та імперіалізм сприяли сексизму проти гаянських жінок у домашньому господарстві, політиці та освіті.

## Огляд
Географічно Гаяна розташована в Південній Америці, але культурно та історично Гаяна пов'язана з країнами Співдружності Карибського басейну і часто порівнюється з Тринідадом і Тобаго.:7

### Демографія
Країна з переважно індо-гаянськими, афро-гаянськими та індіанськими жінками, Гаяна також була домом для жінок європейського (переважно португальського) та китайського походження. Індійська еміграція до Вест-Індії в основному зосереджена в Гаяні (43,5 %).

### Ролі в суспільстві
Багато міських гаянських жінок є годувальницями та головами домогосподарств, особливо в родинах робітничого класу. У 1966 році, після здобуття Гаяною незалежності, жінкам довелося знайти стабільну роботу, щоб накопичити частину сімейного доходу. Через нестабільність економіки Гаяни після здобуття незалежності це призвело до збільшення кількості шлюбів і конфлікту поколінь.
Жінки обеа є народними релігійними лідераками.
У країні була жінка-президентка Джанет Джаган.

## Дослідження

### Стереотипи та динаміка домогосподарства
Расові відмінності між індо-гаянцями та афро-гаянцями часто визначають роль жінок у суспільстві країни.

#### Індо-гаянські жінки
Ранні записи про південноазійських жінок (значний відсоток з Індії), привезених до Гаяни для найманої сільськогосподарської праці для підтримки економіки Британської імперії, визначили «варварського іншого», який іноді розмивав ідентичність неєвропейських підданих імперії. Офіційні документи колоніальної епохи часто призводили до зображення «лібідних, аморальних жінок» або жінок-жертв.:14

#### Афро-гаянські жінки
Ранні дослідження гендеру в країнах Карибського басейну визначали домогосподарства в термінах «євро-американської нуклеарної сім'ї», а припущення про жіночу домашню роботу ігнорувало ролі жінок за межами сім'ї. Афро-карибські домогосподарства, очолювані жінками, вважалися «девіантними, дезінтегрованими, оголеними та неповними», стереотипно зображуючи домогосподарства, якими керують «ссильна, незалежна жінка та її супротивник — маргінальний афро-карибський чоловік» (на відміну від індо-карибської «покірної домогосподарки»).
За статистичними даними 1992 року, приблизно «40% афро-гаянських жінок живуть у сім'ї з чоловіком-партнером, проти 58 % індо-гаянських жінок».

#### Результати досліджень
Протягом 1970-х і 1980-х років Проєкт «Жінки в Карибському басейні» (WICP) проводив опитування жінок у світлі феміністських досліджень. У 1990-х роках дослідження перейшли від створення видимості до більш «пояснювальної структури для гендерних відносин». Основним недоліком дослідження є його майже виняткова зосередженість на жінках з низьким рівнем доходу, що призвело до стереотипів і висновків, які не представляють жінок Карибського басейну в цілому.:96 Хоча до 2019 року було досягнуто певного прогресу щодо прав жінок, «доступні лише 24,5 % показників, необхідних для моніторингу ЦСР з гендерної точки зору»; це створює прогалини в інформації, яка є важливою для досягнення гендерних цілей.

## Історія
Присутність жінок і демографічні показники відрізняються протягом основних періодів історії Гаяни. Походження гаянського розмаїття полягає в європейському колоніальному створенні «стратифікованого, різнокольорового соціального класу».:9 Роль жінок у плантаційному суспільстві відображала їхню расову ідентичність і сприйняття їх як «підтримувачок культури».

### Колоніальна Гвіана
На початку колоніального поселення дуже мало жінок європейського походження іммігрувало до того часу відомого як Гвіани; плантаційна система залучала жінок і чоловіків з Африки як рабську робочу силу. Вагітним жінкам або жінкам, які годують грудьми, під час їх роботи чи покарання було дуже мало поблажок. Неминучі союзи, що виникли в результаті цієї гендерної невідповідності, розглядалися як збочення, хоча було зроблено мало для боротьби зі зґвалтуванням або сексуальним насильством щодо жінок (яким колись надавалися права нарівні з їхніми колоніальними, білими господарями). Це призвело до расової стратифікації суспільства, коли людину визначали такими термінами, як мулати, терцеро та квартерони. Англійських жінок вважали «вишуканими та доброчесними», панацеєю від соціальних хвороб колонії.

#### Емансипація
Вільні афро-гаянці та ті, хто був емансипований, прагнули уникнути системи плантацій, засновуючи власні села, об'єднуючи свої гроші для купівлі землі для сільського господарства. Цей сільський рух розглядався як загроза для цукрових маєтків, які все ще потребували робочої сили, і колоніальний уряд прийняв закони, які перешкоджали купівлі землі. Позбавлені засобів до існування, афро-гаянці переїхали у внутрішні райони як шахтарі, які вибивали свинину, або в міста для роботи.

#### Конвенція
Емансиповані афро-гаянці шукали іншої ідентичності, крім праці на плантаціях. Цукрові маєтки заповнили свої робочі квоти найманою прислугою з Індії та, меншою мірою, Китаю та Португалії. Перша хвиля найнятих слуг з Індії прибула в 1845 році.
Вербувальники отримували більшу зарплату за контрактних жінок, тому обман і «сексуальна експлуатація самотніх жінок не були рідкістю».:41 Незважаючи на те, що жінки були різного походження, деякі релігії чи ієрархії зробили міграцію «легшою, ніж інші». :72 Жінки нижчих каст були легкою мішенню для вербування, оскільки вищі касти могли дозволити собі обмежити мобільність своїх жінок як засіб захисту. Кастові практики та патріархальні правила легко порушувалися через економічні труднощі, що призводило до вразливості; голод призвів до підвищення ставок боргу.:42 Табу на кала пані асоціювалося з нечистотою і співвідносилося з кримінальним покаранням.
«Регіони Біхар, східний Уттар-Прадеш і долина Кавері на півдні характеризуються інтенсивним землеробством, високою щільністю населення та жорстким і стратифікованим суспільством»; робоча сила була залучена з цих районів для роботи в маловикористаних районах Індії та за кордоном. Близько 92 % жіночої робочої сили між 1876 і 1892 роками були з регіонів Біхар, північно-західних провінцій і Авад, і майже 85 % від загальної кількості жінок-іммігрантів між 1908 і 1917 роками прибули з Сполучених провінцій і Агри.:35–38
З 1840-х до 1880-х років більшість жінок, які були завербовані на плантації, були самотніми або подорожували з дітьми. Одружені жінки становили менший відсоток, від 25,57 до 35,98 %:54 від загальної кількості жінок, які емігрували з Індії до Вест-Індії між 1845 і 1886 роками. Переміщення з Індії до колоній вплинуло на гендерні норми, коли жінки потрапили до рекрутського складу. За словами Патриції Мохаммед, «чоловіки та жінки, які вирішили залишити Індію, вступили в інші переговори щодо гендерних відносин, ніж ті, які вони мали б, якби залишилися в Індії». Багатомісячна подорож від Індії до карибських колоній сприяла спорідненню (джахаджі):114 між чоловіками та жінками, що було аналогічно афро-гаянському досвіду на рабовласницьких кораблях, і правила щодо розділення статей не дотримувались. Подорож до Вест-Індії була дорогою, а високий рівень смертності жінок під час сезону мусонів призвів до VII Закону про еміграцію Індії 1871 року, :105 що диктувало нижчі жіночі квоти протягом тих місяців. Це правило було скасовано в 1879 році після того, як його розкритикували за втручання в «матеріальний комфорт» чоловіків, ставлячи роль жінки як дружини вище праці. До 1880-х років вважалося корисним заохочувати стабільність, щоб запобігти соціальним заворушенням, які вважалися симптомом гендерного дисбалансу, а в наступні п'ять років відбулося зростання в середньому приблизно на 74 відсотки. З 1876 по 1892 рік робітниці становили 46,3 % від загальної кількості.:56
За колоніальними джерелами, індійські жінки були «підкореними вдовами, які тікали від репресивного, пов'язаного традиціями суспільства заради вільних місць на плантаціях за кордоном»:12–13 або тих, хто займається «нелояльною, аморальною сексуальною поведінкою». Політики Вікторіанської Англії прагнули перевозити жінок, які були б «хорошими дружинами та матерями», заохочуючи соціальну гармонію, яка вважалася важливою для продуктивних працівників. Ордонанс 16 від 1894 р.:66 скоротив термін контракту з п'яти до трьох років, щоб залучити сім'ї та жінок вищої касти. Поява індійських жінок мала поляризаційний вплив на відносини між афро- та індо-гаянцями, уможливлюючи негайне створення сімей за рахунок соціального змішування. Гендерний дисбаланс також мав наслідки для жінок у стосунках поза межами чоловічого індійського робочого класу. Змішання європейців та індійців розглядалося як загроза мужності робочої сили; у поєднанні з несправедливістю, притаманною плантаційній системі, «Більшість вважали, що вони мало можуть зробити, щоб „захистити своїх жінок“ від сторонніх». Хоча гендерне співвідношення, здається, означає, що жінки могли вибирати собі партнерів, це був «вибір, який часто скасовувався контролем і насильством». :232 Оскільки багато сімейних спілок були невизнаними, поширеним засобом контролю над жінками було насильство.:246 Протягом другої половини ХІХ століття, як повідомляється, 87 жінок було вбито в маєтках; у багатьох випадках жорстоко «рубані» Вбивство дружин чоловіками часто супроводжувалося самогубством.:247
Злочини проти жінок у цей період розглядалися лише тоді, коли вони спричиняли соціальні заворушення (заважали робочій силі на плантаціях), а претензії жінок відхилялися як результат їхньої «розпущеної моралі». Вагітність поставила жінок у вразливе становище для розриву трудових контрактів, а керівництво плантацій часто ігнорувало законодавчі положення. Жінки зіткнулися з «потрійною експлуатацією класу, етнічної приналежності та статі … породжуючи напругу між конкуруючими, хоча й нерівними патріархатами — гегемоністами білих, підпорядкованими індійцями, а іноді, хоча й дуже рідко, з афро-карибським сектором».:16
Виробництво цукру було трудомістким; власники маєтків зробили мало для розробки технологій для підвищення виробництва, що поставило галузь у вразливе становище перед глобальною конкуренцією. Під час депресії в цукровій промисловості указ про імміграцію № 18 від 1891 року встановив мінімальну заробітну плату для працівників, встановивши нижчу заробітну плату для «непрацездатних» працівників (до яких часто входили жінки).:133–134
На відміну від афро-гаянського населення, яке в основному переселилося в міські райони після емансипації, після того, як їхній контракт закінчився, індо-гаянці підтримували зв'язки з сільським господарством. До 1917 року, коли систему контрактів було скасовано, майже всі індо-гаянці жили (або працювали) у цукрових маєтках; у 1939 році жінки становили 31,49 %:148 від загальної кількості індійських сільськогосподарських робітників. Однак вони залишалися на найнижчому рівні кваліфікації і рідко були «водійками, наглядачками чи менеджерками».:129 Від них також очікувалися інші домашні завдання, такі як приготування їжі та догляд за дітьми. Колишні обов'язки жінок були зосереджені на «домашньому господарстві, а саме на самозабезпеченні, селянській і надлишковій сільськогосподарській продукції та створенні сімей».:175 Жінки займалися додатковими роботами, наприклад, були власницями крамниць або продавчинями традиційних індійських страв (все ще є важливою частиною загальної гаянської кухні). Землеволодіння, як правило, законне право жінок, здійснювалося дружиною. Розширена сім'я (включаючи дітей) мала вирішальне значення для залучення капіталу для купівлі землі та об'єднання робочої сили, маючи «певний ступінь влади»:151 надавалася чоловікові — голові домогосподарства. До кінця ХІХ століття «контроль над використанням і зловживанням робочою силою жінки був переданий чоловічій владі».:152 Сформувалися неформальні патріархальні моделі, коли сини отримували освіту, а дочки до одруження відповідали за домашні обов'язки. Реконструкція індуїстських або мусульманських цінностей суперечила цінностям християнських місіонерів, які прагнули «цивілізувати» населення Гаяни. Ранній спротив індо-гаянців освіті був зумовлений суперечливими культурними цінностями та потребою в дитячій праці, а також посилився спротив навчанню дочок.
Колоніальна думка протиставляла афро-гаянських жінок їхнім індійським колежанкам, пояснюючи поведінку в контексті расової ідентичності, а не як реакцію на стратифікацію плантаційної системи. Визнання того, що обидві групи жінок однаково реагували на ситуацію, в якій вони опинилися, підірвало б цінність індемнізації як інституту та об'єднало б групи. Соціально прийнятна поведінка приписувалася кріпацтву як «цивілізаційній силі» для індійців; колишні раби вважалися лінивими та апатичними за відсутності дисципліни, яку забезпечувала підневільна праця. Стереотипи індо-гаянської домогосподарки та незалежного афро-гаянця, що виникли в результаті, закріпилися як «непорушні культурні сутності» самоідентифікації.
Колоніальна думка протиставляла афрогаянських жінок їхнім індійським колегам, пояснюючи поведінку в контексті расової ідентичності, а не як реакцію на стратифікацію плантаційної системи. Визнання того, що обидві групи жінок однаково реагували на свої ситуації, підірвало б цінність контракту як інституту та об'єднало групи. Соціально-прийнятна поведінка приписувалася конвенту як «цивілізаційній силі» для індіанців; колишні раби вважалися ледачими та апатичними через відсутність дисципліни, пропонованої рабством. Виниклі стереотипи індо-гаянського домогосподаря та незалежного афро-гаянця закріпилися як «незмінні культурні сутності» самоідентифікації.
Відсоток жінок у робочій силі Гаяни досяг піку в 44 % приблизно в 1910 році, знижуючись до 1970-х років. Значною мірою це було пов'язано з пріоритетом домашньої роботи над іншою економічною діяльністю, а також з тим, як сторонні люди, які записували інформацію, сприймали підробітки.

### Кооперативна республіка Форбса Бернхема
Політична риторика почалася в 1950-х, щоб об'єднати різні етнічні групи в справі, зосередженій на праці, але етнічні розбіжності були посилені під правлінням Національного народного конгресу. Подальші перемоги Народної прогресивної партії також ґрунтувалися на расових розбіжностях.:54 Під час економічного колапсу 1970-х років жінки в паралельній економіці торгували контрабандними товарами або залишали економічну та політичну боротьбу заради можливостей за кордоном.

#### Динаміка домашнього господарства
Різниця в історичному переміщенні змінює «структуру сім'ї та домогосподарства за етнічною приналежністю». На відносини між шлюбом і материнством впливає еміграція та плантаційне рабство.
Рабство зруйнувало африканську сімейну структуру – не лише через відокремлення від родини в Африці, але й продаж окремих осіб із родини наступним поневоленим поколінням. Афро-карибські жінки, як правило, демонструють свою жіночність, домінуючи у своїх домогосподарствах. Таким чином, материнство та шлюб не є причинно-наслідковим зв'язком у більшості афро-карибських домогосподарств із реалізацією динаміки зв'язку відвідування чи «дружніх» стосунків.
- У 1992 році дослідження показали, що лише 40 % афро-гаянських жінок живуть зі своїми колегами-чоловіками порівняно з 58 % індо-гаянськими жінками.[8]

Для тих, хто прибули до Британської Гвіани з Індії, втрата розширеної родини (основної соціальної одиниці Індії) також вплинула на структуру сім'ї. Типова індійська сім'я (поширена в Східній Африці та на Фіджі) слідувала за «класичною розширеною сім'єю», спільним домогосподарством кількох поколінь. Однак кастова система плантаторів знищила спільну родину. Наймання наймитів надавало перевагу кваліфікованим працівникам (здоровим і молодим), а не членам сім'ї. Крім того, відсутність «відповідних самотніх жінок» ще більше перешкоджала створенню нових процвітаючих сімей.
Фактори, які збільшують кількість домогосподарств, очолюваних жінками:
(1) Вдівство
(2) Міграція чи дезертирство чоловіків
(3) Жіноча ініціатива у стосунках
Ці фактори можуть впливати на обидві етнічні спільноти афрогаянських та індогаянських жінок.

### З 1980-х років
У Доповіді про розвиток людського потенціалу за 1995 рік Гаяна була «досить високо оцінена за гендерними показниками». Жінки мали контроль і автономію на рівні домогосподарства та громади, але мали обмежений доступ на вищих рівнях до економічних ресурсів, доступних чоловікам. Жінки переважають чоловіків у галузях охорони здоров'я та соціального забезпечення, але чоловіки працюють у сферах, які безпосередньо впливають на ВВП країни; материнство все ще розглядається як втілення жіночості.
Робочі місця в державному секторі дотримувалися етнічної лінії, віддаючи перевагу афрогаянцям. Коли на президентських виборах 1992 року перемогла індо-гаянська партія, вона не залучала індо-гаянських жінок до роботи в державному секторі. У 2001 році жіночу робочу силу визначали низька заробітна плата, незахищеність роботи та відсутність пільг. Жінки індіанців перебувають у особливо несприятливому становищі, маючи економічні та освітні можливості на узбережжі (подалі від поселень індіанців у внутрішніх районах). Більшість індіанських жінок займаються сільськогосподарською роботою самостійно.

## Правові та політичні питання
У 1946 році Джанет Джаган і Вініфред Гаскін заснували Жіночу політичну та економічну організацію. Незабаром після цього Джаган і її чоловік створили Народну прогресивну партію. Подальший розкол і формування Народного національного конгресу призвели до двопартійного політичного середовища, яке в основному базувалося на расовій приналежності; хоча обидві партії дотримувалися соціалістичної ідеології, участь жінок у політиці не зросла, як це було в інших соціалістичних країнах.
Хоча в 1953 році жінки отримали право голосу, вони все ще недостатньо представлені в політичній сфері. Стаття 29 конституції 1980 року втілювала гендерну рівність; Гаяна підписала Конвенцію про ліквідацію всіх форм дискримінації щодо жінок 1980 року та Конвенцію про права дитини 1989 року, а в 1990 році ратифікувала поправку про рівні права. Юридичне визнання цивільних союзів гарантує, що майно успадковується вдовами або дітьми цих союзів. Права на майно (включаючи житло) можуть бути зараховані до парламентського секретаря Міністерства охорони здоров'я, соціального забезпечення та житлового будівництва Агнес Бенд-Кіртін-Голдер, яка втратила майно від попередніх шлюбів; це змусило її «вирішити змінити правове становище щодо жінок».
У 2000 році була введена в дію законодавча квота, коли Національна асамблея схвалила Закон № 15 про вибори (поправка). Закон встановлював «мінімум одну третину кандидатів-жінок, включених до кожного виборчого списку». Хоча репрезентативність покращилася, впізнавані досягнення були невловимими.

## Сучасні проблеми
Слабкі місця в інфраструктурі Гаяни суттєво обтяжують найбідніших жінок, оскільки такі послуги, як вода та електроенергія, перериваються та безпосередньо впливають на їхні доходи. З 1980-х років погіршилися охорона здоров'я та освіта. Серед індіанських жінок є широко поширеним недоїдання, і відсоток індіанських немовлят при народженні з низькою вагою вдвічі перевищує середній показник по країні.
Сімейне життя формує еміграція. «Транснаціональна сім'я» забезпечує грошові перекази, на які звикли покладатися гаянські сім'ї, але розширює культурні відмінності, переїжджаючи за кордон і дистанціювавшись від «відсталої, примітивної» Гаяни. З 1970-х більше індо-гаянських жінок відкладали шлюб, щоб покращити свої шанси на еміграцію через спонсорство або шлюб за кордоном за домовленістю. Жінки індіанців, як правило, емігрують до Бразилії.
Гендерна ідеологія в Гаяні відповідає англо-протестантському ідеалу чоловіків як годувальників і жінок як піклувальниць, який був створений у колоніальний період і поширений у всьому Карибському басейні. Урядова політика була зосереджена на жінках у домашній сфері, а прийняття рішень було пов'язане з добробутом, а не з розвитком. Фемінізм також розглядався як протилежність соціалізму: питання, яке викликало розбіжності, якого здебільшого уникали. Гендерна рівність фрагментована за етнічною приналежністю, а жіночі групи часто пов'язані з політичними чи релігійними організаціями. Спорідненість із двома основними політичними фракціями перешкоджала спробам створити об'єднану жіночу групу. Законодавство, яке легалізує аборти та забороняє домашнє насильство (у 1995 та 1996 роках, відповідно), мало підтримку всіх жіночих груп, але мало зробило для забезпечення доступу до безпечних абортів або правового захисту від насильства.

### Організації
- Карибська жіноча асоціація (CARIWA) — заснована Віолою Бернем у 1970 році, підрозділ Народного національного конгресу[22]
- Жіноча організація розвитку «Червона нитка»[23] — заснована членами Альянсу трудящих[24]
- Жіноча прогресивна організація — жіноче відділення Народної прогресивної партії

### Насильство проти жінок
55 % респонденток опитування, спонсорованого ООН, повідомили, що зазнавали насильства з боку інтимного партнера (що значно вище середнього світового показника), а 38 % зазнавали фізичного чи сексуального насильства. Більш ніж кожна десята зазнавала фізичного чи сексуального насильства з боку партнера-чоловіка протягом 12 місяців після опитування. Хоча існує «постійне переконання», що індо-гаянські жінки піддаються більшій кількості насильства (пов'язане з культурним переконанням, що індо-гаянські чоловіки є більш контролюючими), результати опитування показали незначну статистичну різницю між етнічними групами.
Жіночу неспроможність підживлювало насильство чоловіків і відсутність представництва жінок у державному секторі. Жінок не вважали годувальницями сім'ї; подальше обмеження їх сексуальної автономії та економічної свободи. Будь-яка виявлена залежність від чоловіків призводила до надзвичайного насильства.
Між 1859 і 1907 роками повідомлялося про вбивство жінок на плантаціях.

### Проституція
У 1996 році секретаріат національної програми зі СНІДу в Гаяні ініціював Джорджтаунський SW Project з метою розвитку інформаційно-роз'яснювальної роботи та підвищення обізнаності щодо клінічних послуг (включаючи тестування на ВІЛ) і мережі розповсюдження презервативів. П'ятнадцять повій пройшли тренінги з аутрич-працівників, розповсюдження презервативів, навчання інших повій щодо ВІЛ та інших інфекцій, що передаються статевим шляхом, використання презервативів та інших навичок безпечного сексу, а також направлення їх до медичних послуг. Опитування жінок у проституції в Джорджтауні показали високі показники ВІЛ: 25 % у 1993 році, 46 % у 1997 році та 30,6 % у 2006 році. Непропорційно велику кількість жінок у проституції Гаяни складають індіанки; у внутрішніх районах проституція часто асоціюється з шахтарськими таборами, де працюють чоловіки з прибережних районів.

### Жінки з інвалідністю
Неурядові організації спонсорують проекти, пов'язані з працевлаштуванням у Гаяні жінок з інвалідністю, але вони, як правило, є короткостроковими і їм не вистачає безперервності для тривалої зайнятості. Бракує даних національної статистики та жіночих організацій.

### Жіноча сексуальність
Жіноча сексуальність, визначена гетеросексуальним вихованням дітей, в інакших формах невидима. Стереотипи про лесбійок буч як агресивних і насильницьких, а також видимість таких жінок ставлять їх під загрозу, оскільки вони розглядаються як загроза чоловічій гегемонії. Жінки будь-якої сексуальної орієнтації, які живуть у спільноті та мають дітей від попередніх шлюбів, стикаються з меншою ворожістю. Чоловічий гомосексуалізм криміналізований, а спроби законодавчо закріпити рівність незалежно від сексуальної орієнтації були зірвані релігійними групами.

### Жінки в політиці
У країні була жінка-президентка Джанет Джаган.

### Освіта жінок
Британська влада та власники плантацій не заохочували до освіти східноіндійських дітей. Вони боялися, що освічені люди стануть причиною втеч і повстань. Закон про обов'язкову освіту 1876 року не поширювався на східноіндійських дітей.
Східно-індійські слуги були некваліфікованими та неосвіченими, що робило їх суворо кваліфікованими для сільськогосподарських робіт у Гаяні. Без формальної освіти жінки Східної Індії досягли успіху в торгівлі молоком і садівництві. Жінки становили «77% продавців молока в Східній Індії в 1891 році», причому їх відсоток зменшився протягом двох десятиліть. Незважаючи на пізнішу реалізацію західної освіти в тактиці асиміляції, східні індійці залишалися в основному неосвіченими. Школи велися англійською мовою, але більшість дітей Східної Індії все ще розмовляли своєю рідною мовою. А формальна освіта була потрібна для кар'єри в місті, крім торгівлі молоком і садівництва.
У 1946 році проведене дослідження встановило різницю в рівнях грамотності між індо- та афрогаянським населенням на 41,3 %. Рівень грамотності англійської мови серед жителів Східної Індії (віком понад 10 років) становив 56 % проти 97,3 % рівня грамотності афрогаянських громад.
Студентки з Гаяни перевершили своїх колег-чоловіків у регіональних іспитах, і більше жінок, ніж чоловіків, відвідують університети, щоб просувати свою кар'єру.

### Зайнятість жінок
Західна асиміляція вплинула на траєкторії соціально-економічного процвітання гаянських громад. Навчання грамотності англійської було умовою для міської роботи; формальна освіта була вимогою.
Експлуатація та опір плантаціям зробили афро-карибських жінок домінуючими фігурами в оплачуваній робочій силі. Афро-карибські жінки домінують у міських галузях.